# Kleine groenuil
De kleine groenuil (Earias clorana) is een algemene nachtvlinder in België en Nederland. De soort behoort tot de familie van de visstaartjes (Nolidae).
De rupsen, dikwijls zeer variabel in kleur, hebben als waardplant verschillende wilgensoorten (Salix). De rups is zeer variabel van kleur. Aan het eind van de zomer spint de rups een waterdichte cocon waarin wordt overwinterd.
De volwassen vlindertjes komen voor in twee generaties: een van mei tot juni, een tweede rond augustus. De dieren worden aangetrokken door licht. De spanwijdte is 16 tot 22 mm, de kleur van de voorvleugels is groen, die van de achtervleugels wit. De soort lijkt sprekend op de eikenbladroller (Tortrix viridana), die echter meer grijze achtervleugels heeft en een lichtere vleugelrand.
De kleine groenuil komt voor in Europa, Klein-Azië, de Kaukasus en Noord-Afrika.